# Dolores Manuell-Gómez Angulo
Dolores de María Manuell-Gómez Angulo (Mexicali, Baja California; 14 de junio de 1948) es una política mexicana, fue miembro del Partido Acción Nacional, oriunda de la ciudad de Mexicali, Baja California, donde es más conocida por el nombre de Lolita de Méndez.
Lolita de Méndez es Licenciada en Administración Pública y Ciencia Política, se inició en actividades políticas como líder de grupos ciudadanos, entre los que destacan el Auténtico Frente Cívico Mexicalense y Mujeres Libres a Favor de la Democracia, ha sido Consejera Estatal del PAN y Diputada al Congreso de Baja California de 1989 a 1992. Ha destacado principalmente por encabezar las protestas contra las tarifas que por la energía eléctrica cobra la Comisión Federal de Electricidad en la zona de Mexicali y San Luis Río Colorado, una de las zonas más calurosas de México y donde se necesita un alto consumo eléctrico, con estos postulados fue postulada y electa en 2006 como diputada federal por el II Distrito Electoral Federal de Baja California a la LX Legislatura, obteniendo 58990 votos frente a 35278 de su más cercano competidor.
Desde el puesto de diputada continuó gestionando la reducción de las tarifas eléctricas, sin que lograra que la Comisión Federal de Electricidad y la Secretaría de Hacienda y Crédito Público hicieran modificación alguna, por lo que cobró notoriedad cuando el 12 de noviembre de 2007 lloró en la tribuna de la Cámara de Diputados mientras reclamaba la actitud de ambas dependencias, posteriormente, el 1 de septiembre de 2008 se puso en huelga de hambre en la Cámara de Diputados en demanda de la reducción de las tarifas eléctricas, demandando que el presidente Felipe Calderón Hinojosa cumpliera con dicha promesa realizada durante su campaña electoral.
En 2010 denunció que se le impidió buscar la candidatura del PAN a la presidencia municipal de Mexicali, en consecuencia fue postulada como candidata por la alianza formada por el Partido del Trabajo y Convergencia.
En abril de 2013 es nombrada como Delegada Federal de la Procuraduría Federal del Consumidor en el estado de Baja California.